# 巴勒斯坦共产党 (1991年)
巴勒斯坦共产党（阿拉伯语：الحزب الشیوعي الفلسطیني）是巴勒斯坦的一个共产主义政党。该党成立于1991年12月。该党的意识形态是共产主义、马克思列宁主义。该党是共产党和工人党国际会议的成员。